# Philippe Franck
Pour les articles homonymes, voir Franck.
Ne doit pas être confondu avec Philipp Franck.
Philippe Franck, né en 1780 à Szczecin et mort le 10 juillet 1848 à Paris, est un peintre allemand.

## Biographie
Philippe Franck est élève de Jacques-Louis David et expose au Salon de 1812 à 1837.
Peintre de sujet mythologique et lithographe, il peint également sur porcelaine.
Il meurt à Paris à l'âge de 68 ans.

## Œuvres dans les collections publiques
- Caen, musée des Beaux-arts,L'inhumation de Polynice par sa sœur Antigone et sa femme Argie, huile sur toile, 2,20 par 1,80, déposé au musée depuis 1836 [4], selon ce document le tableau aurait été acheté en 1842 ?
- Cannes, Portrait en pied du roi Louis-Philippe, commandé par l'État à l'artiste en 1838, déposé à la mairie de Cannes en 1839[5].